# Orlando Sabino

Orlando Sabino Camargo (Arapongas, 4 de setembro de 1946 - Barbacena, 8 de junho de 2013), conhecido por Monstro de Capinópolis ou simplesmente Orlando Sabino, foi um assassino em série brasileiro acusado de assassinar 12 pessoas à tiros de revólveres e espingardas, pauladas e facadas e 19 vitelos com golpes de foice, nas regiões do Triângulo Mineiro, Alto Paranaíba e no sul do estado de Goiás, além de existirem acusações e suposições sobre outros crimes como furto, roubo e estupro.
Foi descrito como um andarilho negro, franzino, baixo, de olhar assustado e introvertido, com características que lembram o espectro autista por não ter esboçado reação à um disparo de um tiro efetuado por um policial próximo na ocasião de sua captura.

## Vida
Orlando Sabino Camargo é dito ter nascido em Arapongas, polo moveleiro no norte paranaense em 4 de setembro de 1946. Filho do lavrador Jorge Francisco e Benedita Rodrigues, era um dos sete filhos do casal. Fugiu de casa com pouco mais de 20 anos, depois de assistir o assassinato do pai pelo patrão. 

## Crimes
Após percorrer quilômetros a pé, chegou na região do Alto Paranaíba, onde foi acusado de praticar furto na região de Araxá e homicídios em Patrocínio e Coromandel. Teria seguido para o sul de Minas Gerais, onde supostamente cometeu homicídios em Davinópolis e na região de Ouvidor, depois seguindo para a região de Tupaciguara, Centralina, Capinópolis e Canápolis. Era conhecido por invadir fazendas e passar longos períodos isento de contato humano, esgueirando-se pelos matagais. O medo provocado pelo assassino à solta paralisou a região. Todas as vinte escolas rurais de Capinópolis foram fechadas, fazendas foram evacuadas pelos seus proprietários e ocorreu uma paralisação da produção agropecuária nos municípios de Capinópolis, Canápolis, Cachoeira Dourada e Ipiaçu.
A busca ao assassino mobilizou quatrocentos homens da Polícia Militar de Minas Gerais (comandados pelo tenente-coronel Nilton de Oliveira, do 4º Batalhão da PM), doze homens do DOPS (comandados pelo delegado Thacir Menezes Dias), cães e helicópteros. Durante as buscas, um capitão da PM foi surpreendido por uma patrulha da Polícia Civil que conduzia um ritual de com um feiticeiro, supostamente realizado para que conseguissem prender Orlando.
Sabino foi avistado esporadicamente nas regiões onde perambulava, embrenhando-se na mata e chegou a ser confrontado diretamente pelo fazendeiro Alcides Menezes, que disparou contra Sabino, mas não o atingiu antes que o assasino em série corresse em zigue-zague e desaparecesse novamente na mata. Algumas horas mais tarde, por volta das 14:30 de 10 de março de 1972, foi capturado em Ipiaçu, às margens do rio Tejuco, Minas Gerais, após dezessete dias de perseguição na maior caçada humana já realizada no estado, com quatrocentos homens da polícia. 
Em 1972, foi internado em um manicômio e diagnosticado com oligofrenia, sendo liberado após cumprir 38 anos e seis meses de medida de segurança no Hospital Judiciário Professor Mario Vaz. No dia 1 de abril de 2011 ingressou em uma casa de repousos para idosos.

## Morte
Foi encontrado morto na manhã do dia 8 de junho de 2013, em uma casa de repouso no município de Barbacena, Minas Gerais, por um dos funcionários da casa de repouso. Foi apurada como causa de óbito um infarto do miocárdio.
Seu corpo se encontra enterrado no cemitério Santo Antônio, em Barbacena.

## Documentário
O jornal Tudo Em Dia produziu um documentário baseado no livro 'O Monstro de Capinópolis' do jornalista Pedro Popó.